# Химичен елемент
Химичен елемент се нарича всяка група от атоми, които имат еднакъв брой протони в ядрата си. Атомите на химичните елементи не могат да бъдат разделени или превърнати в други атоми с химични средства.
Често под понятието химичен елемент или накратко елемент се разбира просто вещество. Трябва да се внимава с тази употреба, тъй като повечето елементи могат да образуват няколко прости вещества с различен строеж и различни свойства. Явлението се нарича алотропия, а отделните прости вещества на един елемент могат да преминават от едно в друго чрез химични процеси.
Атомите на химичните елементи са електронеутрални частици. Те се състоят от отрицателно заредена електронна обвивка, съставена от електрони и положително заредено ядро, съставено от протони и неутрони. Броят на протоните в ядрото на даден химичен елемент се нарича атомен номер или атомно число, Z и е равен на броя на електроните в електронната обвивка. Той определя свойствата на дадения елемент и мястото му в периодичната система. Броят на неутроните в атомите на даден елемент обаче може да се различава. Сумата от броя на протоните и неутроните в ядрото на даден атом се нарича „масово число“, A. Атомното и масовото число се отбелязват с горен и долен индекс пред символа на химичния елемент: {\displaystyle _{\mathrm {Z} }^{\mathrm {A} }{\mathrm {E} }}. Обикновено атомният номер се изпуска.
Атоми с еднакво атомно число, но различен брой неутрони (различно масово число) се наричат изотопи. Масовото число определя стабилността на атома. Така например атоми, които след самоволен разпад се превръщат в друг елемент се наричат радиоактивни изотопи. Радиоактивността е физичен процес и не противоречи на дефиницията за атом.
За илюстрация въглеродът, който съдържа 6 протона в ядрата на атомите си има атомен номер 6 и е на шеста позиция в периодичната система. Най-разпространеният изотоп на въглерода е с масово число 12. Той се бележи така: {\displaystyle _{\ 6}^{12}{\mathrm {C} }} или за по-кратко 12C и е стабилен. По-малко разпространения изотоп въглерод-14, 14C, е радиоактивен, но има същите химични свойства.
Най-леките елементи са водородът и хелият. Това са първите елементи, появили се след големия взрив. Всички по-тежки елементи са получени естествено и/или изкуствено чрез ядрен синтез. До 2010 година са открити общо 118 химични елемента.

## История
Преди да стане известно съществуването на атомите като градивни елементи на веществото, древните философи правят опити да обяснят явленията в природата като предполагат, че съществуват ограничен брой „елементи“, от които е изградена природата. Такива съществуват в древен Вавилон, Гърция и в хиндуизма. В Древна Гърция например четирите класически елементи са: вода, въздух, земя и огън.
Пръв употребява думата елемент гръцкият философ Платон през 360 г. пр.н.е. в своя диалог „Тимей“, в който се описват органични и неорганични вещества. Той вярва, че четирите класически елемента са изградени от малки правилни многостени: огънят – тетраедър, водата – икосаедър, земята – куб и въздухът – октаедър.
Аристотел през 350 г. пр.н.е. прибавя пети елемент, който нарича етер, от който са изградени небесата. Той дава и определение на думата елемент: тяло, от което се състоят други тела, с други думи, то е съставна част на други вещества, но не може да се състои от такива.
През 1661 г. Робърт Бойл показва, че съществуват много повече от 4 класически елемента (както древните философи допускат). Първият списък на химични елементи е направен от Антоан Лавоазие през 1789 г. и съдържа 33 елемента, включително светлина и топлина. Около 1818 г. Йонс Берцелиус установява атомните тегла на 44 елемента. Дмитрий Менделеев включва 66 елемента в своята периодична таблица през 1869 година.
От времето на Бойл до началото на XX век терминът „химичен елемент“ е дефиниран като чисто химично вещество, което не може да се раздели на по-прости такива. Казано с други думи, химичният елемент не може да се превърне в друг химичен елемент с помощта на химични процеси. През 1913 година Хенри Мозли открива, че атомният номер на елементите се определя от заряда на ядрото на атома. Това води до съвременната дефиниция за химичен елемент, която отстранява някои неясноти по отношение на понятията изотопи и алотропи.
Около 1919 година са открити общо седемдесет и два елемента. През 1955 г. химичен елемент 101 е открит и назован менделевий в чест и на името на Менделеев, който пръв подрежда елементите в периодичната таблица. През октомври 2006 година е синтезиран химичен елемент 118, а през април 2010 елемент 117.

## Получаване в звездите
Дълго време произходът на химичните елементи е бил неизвестен. След задълбочен анализ на механизмите за образуване на елементите и условията, през които е преминала Вселената през своето развитие, се стига до заключението, че съществуват главно осем процеса за термоядрен синтез на елементите в звездите:
1. Горене на водорода. Горенето на водорода е отговорно за по-голямата част от производството на енергия в звездите. Имат се предвид циклите, при които се синтезират хелий, азот, кислород, флуор и калий, които не са продукт на горенето на хелий и α-процес.[9] Тук се отнасят и процесите с участието на протони, в които също се произвежда определено количество леки елементи.
2. Горене на хелия. След като в звездата се натрупа хелий, под действието на гравитацията звездното ядро се свива, ставайки достатъчно плътно и горещо, за да осъществи горене на хелия с образуване на ядра 16C, 16O и 20Ne.[9]
3. Алфа-процес (α-процес). Тези процеси включват реакции, в които към 20Ne последователно се добавя α-частица, за да се синтезират ядра 24Mg, 28Si, 32S, 36S, 40Ca и вероятно 44Ca и 48Ti.[9]
4. e-процес. Това е т. нар. равновесен процес, при който в условията на много висока температура и плътност на елементите се синтезират ванадий, желязо, кобалт и никел чрез компресиране на железния пик в кривата на разпределение на елементите.[9]
5. s-процес. Това е процес на залавяне на неутрон с изпускане на гама лъчи – реакция (n,γ), която има място в дълговременна скала, прибавяйки между 100 и 100 000 години за всяко залавяне на неутрон. Залавянията протичат с по-ниска скорост, сравнима с времената на преждевременните β-разпади. Този вид синтезиране е отговорен за производството на изотопи в областта 24<А<46, изключвайки синтезираните с α-процес, и значителна част от областта 63<А<209. Този процес произвежда пикове на разпространение на елементите при А=90, 138 и 208.[9]
6. r-процес. Този процес на залавяне на неутрон е в много къса времева скала – между 0,01 и 10 секунди, за процеси на β-разпад във времевия интервал за залавяне на нов неутрон. Процесът протича с по-голяма скорост в сравнение с β-разпада. Това е бързо залавяне на неутрони, при който към образувалото се ядро се прибавят неутрони, докато стане толкова неустойчиво и изгуби тази своя способност и се разпадне. Този вид синтез е отговорен за производството на голямо количество изотопи в областта 70<А<209 и за синтеза на уран и торий. Процесът може да е отговорен за синтезирането на някои по-леки елементи, например 36S, 46Ca, 48Ca, както и 47Ti, 49Ti и 60Ti и др. r-процесът произвежда пикове на разпространение при А=80, 130 и 194.[9]
7. p-процес. Това е процес на залавяне на протони – реакция (n,γ), или изпускане на неутрон, следващо поглъщането на γ-лъчи – (γ,n). Тази реакция е отговорна за синтеза на редица изотопи, богати на протони и с ниска разпространеност в сравнение с близкостоящи неутронно-богати изотопи.[9]
8. x-процес. Процесът е отговорен за образуването на деутерий, литий, берилий и бор. Възможно е това да е повече от един процес, но обща характеристика на всички тези елементи е, че са нестабилни в температури на звездна вътрешност. Това повишава възможността те да бъдат произведени в области на ниски плътност и температури, както и в реакции на разпад под действието на космическите лъчи.[9]

## Основни характеристики

### Атомен номер
Атомният номер е една от основните характеристики на даден химичен елемент, поредният номер на атома и представлява броят на протоните, намиращи се в атомното ядро. Като правило се записва в един от горните ъгли на квадратчето със съответния елемент в периодичната система на елементите. Менделеев открива, че ако подреди елементите според атомната им маса, това води до някои противоречия и несъответствия. Поради тази причина той ги подрежда по химическите им свойства, което по-късните открития доказват, че е подредба на базата на атомния номер.

### Атомна маса
Атомната маса на даден химичен елемент е усреднената маса на всички изотопи на този елемент, с отчитане на тяхното процентно съдържание и съотношение. Атомната маса също е позната като относителна атомна маса или средна атомна маса. Тези стойности са написани в таблицата на периодичната система на елементите, според изотопния състав на земната кора и атмосфера. За изкуствено получените елементи е посочена в скоби атомната маса на най-стабилния изотоп.

### Масово число
Масовото число е сумата от броя на протоните и неутроните (наречени с общо име нуклеони), които се намират в ядрото на атома. Изотопите на даден химичен елемент имат различни масови числа. По принцип масовото число е почти равно, много близко до атомната маса на даден изотоп, но съвпада само при въглерод-12. Във всички останали случаи атомната маса не е цяло число за разлика от масовото число. Съществуват химични елементи с еднакви масови числа и те се наричат изобари. Протоните и неутроните имат почти еднакви маси. Масата на електроните е около 2000 пъти по-малка от тази на протона или неутрона и като цяло много по-малка в сравнение с масата на ядрото.
Масовото число се записва в горния ляв ъгъл.

## Форми и модификации

### Изотопи
Изотопите са разновидности на атомите на даден химичен елемент с различен брой на неутроните в неговото ядро и съответно с различни масови числа. Химичните свойства на атомите зависят от строежа на електронната обвивка, която се определя от друга страна от заряда на ядрото т.е. от атомния номер и почти не зависят от масовото число. Всички изотопи на един химичен елемент имат еднакво атомно число (еднакъв заряд на ядрото), но се отличават по броя на неутроните. Изотопите се обозначават със символа на съответния химичен елемент като горният ляв индекс показва масовото число, например 12C, 222Rn. Някои изотопи имат свои собствени имена като деутерий и актинон.

### Алотропи
Алотропи се наричат различните модификации, различните форми на един и същ химичен елемент, които му позволяват да съществува като две (или повече) прости вещества. Това е възможно вследствие на различната структура и различните връзки между атомите на елемента. Така например въглеродът има три алотропни форми: диамант, графит и фулерен. Друг пример са тези на фосфора – червен фосфор и бял фосфор. Белият фосфор е отровен, свети в тъмното, способен е да се възпламени, докато червеният фосфор не е отровен, не се самовъзпламенява и не свети на тъмно. Алотропните форми имат различен брой атоми в молекулата (например молекулен кислород О2 и озон О3) или различни кристални решетки.